# ماری دالی
ماری کالین دالی (انگلیسی: Mary C. Daly) یک اقتصاددان آمریکایی است که در تاریخ ۱ اکتبر ۲۰۱۸ سیزدهمین رئیس و مدیر اجرایی بانک فدرال رزرو سان‌فرانسیسکو شد. پیش از این، دالی معاون اجرایی و مدیر تحقیقات بانک فدرال رزرو سان‌فرانسیسکو بود که در سال ۱۹۹۶ به عنوان اقتصاددان به آن پیوست. 